# Amblyseius subhainanensis
Amblyseius subhainanensis är en spindeldjursart som beskrevs av Ma 2002. Amblyseius subhainanensis ingår i släktet Amblyseius och familjen Phytoseiidae. Inga underarter finns listade i Catalogue of Life.